# NGC 2207 e IC 2163
NGC 2207 e IC 2163 sono una coppia di galassie a spirale interagenti nella costellazione del Cane Maggiore che distano circa 80 milioni di anni luce dal Sistema solare. Furono scoperte da John Herschel nel 1835. Il processo di collisione fra i due oggetti non è ancora in fase avanzata, come nelle Galassie Antenne, ma soltanto alle prime fasi: infatti NGC 2207 e IC 2163 sono ancora due galassie spirali distinte e separate.

## Osservazione

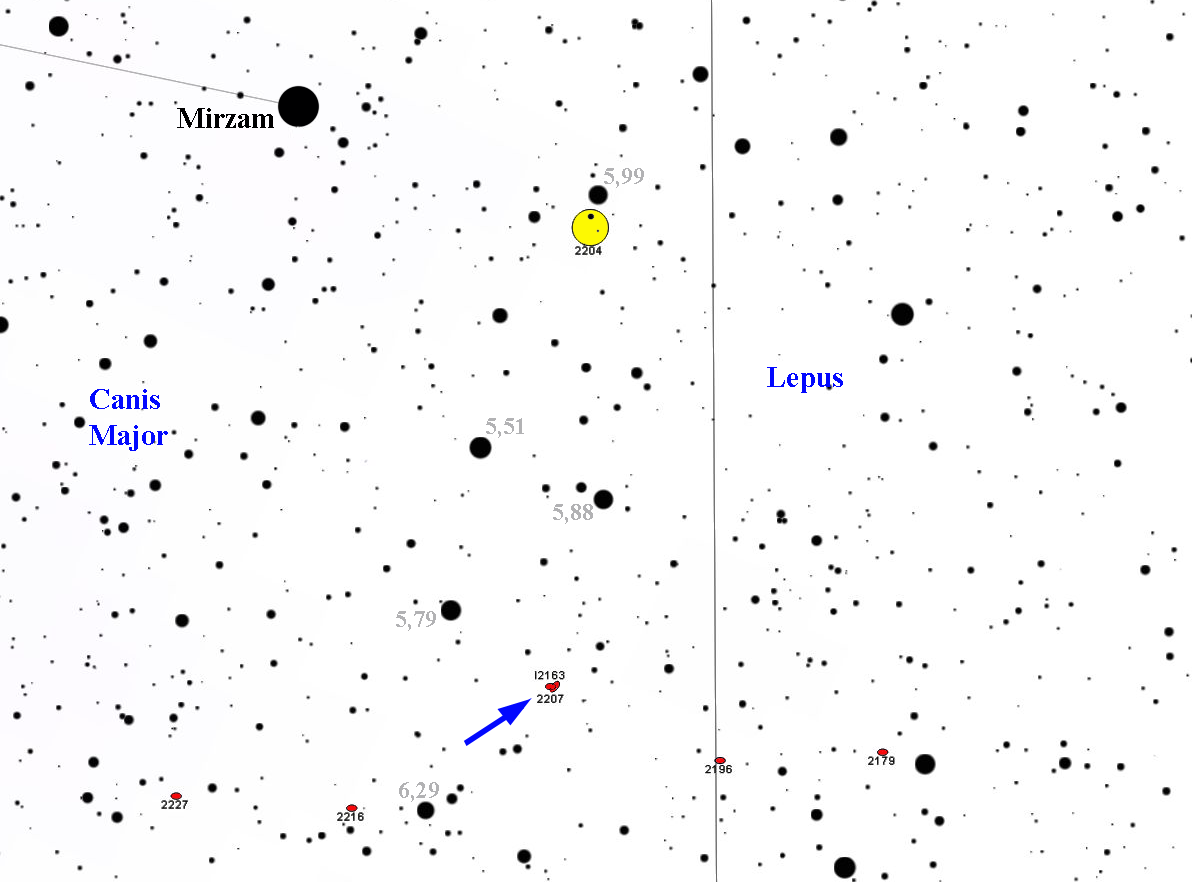
Mappa per rintracciare le due galassie. Il nord è in alto. I numeri grigi indicano le magnitudini di alcune stelle utili per trovare concatenazioni. (vedi ingrandimento)

Questa coppia di galassie si trova nell'emisfero australe, ad una declinazione di circa −21°, pertanto sono sufficientemente vicine all'equatore celeste da essere osservabili da tutte le aree abitate della Terra, ad eccezione delle regioni oltre il circolo polare artico.
La posizione delle due galassie si individua con una certa facilità, grazie alla presenza di Sirio, la stella più brillante del cielo, e Mirzam, una stella blu di magnitudine 2. La coppia di galassie si trova circa 3,5° a SSE di quest'ultima stella, in un'area priva di stelle appariscenti, o, volendo, esattamente 3° a sud di piccolo addensamento di stelle noto come NGC 2204, a sua volta osservabile 1,5° a ESE di Mirzam.
La debole luminosità di queste galassie non ne permette l'individuazione né tramite un binocolo, né attraverso piccoli telescopi amatoriali. Per riconoscere in quest'area il loro chiarore occorre un telescopio da 150mm e oculari da almeno 40mm: in questi strumenti le due galassie appaiono come un'unica macchietta chiara allungata priva di dettagli; con telescopi da 300mm si nota bene la differenza fra la galassia principale, posta ad ovest, e quella ad est, minore e allungata leggermente.

## Storia delle osservazioni
NGC 2207 e IC 2163 furono osservate per la prima volta da John Herschel nel 1835 con il suo telescopio riflettore da 18,7 pollici di diametro (47,5 cm). Herschel non distinse i due oggetti, ma li considerò un'unica nebulosa: infatti essi vennero descritti nel suo catalogo come una nebulosa mediamente luminosa e grande. Nel 1888 John Dreyer le incluse nel catalogo NGC con il nome di NGC 2207, integrando i commenti di Herschel con la dicitura binuclear (ovvero con doppio nucleo), senza però ancora distinguere singolarmente le due galassie. L'oggetto più debole fu finalmente distinto dal principale e gli fu assegnato da parte dello stesso Dreyer il nome IC 2163 nella seconda integrazione dell'Index Catalogue del 1908, grazie alle osservazioni compiute da Herber A. Howe al Chamberlin Observatory, in Colorado. Egli descrisse IC 2163 come un oggetto eccessivamente debole e mediamente grande. Inoltre notò attorno ad NGC 2207 deboli tracce di un anello.
Nel 1956 fu pubblicata la prima misura della velocità di recessione (redshift) di NGC 2207: il valore trovato, 2455 km/s, è tuttavia di alcune centinaia di chilometri al secondo più basso delle stime più recenti (2741 km/s). NGC 2207 faceva parte del campione di 620 galassie della prima estesa campagna osservativa per misurare i redshift. Le osservazioni furono compiute in un arco di tempo di più di venti anni dagli astronomi Milton Humason, Nicholas Mayall e Allan Sandage con i telescopi degli osservatori di Monte Wilson e Palomar.

## Caratteristiche

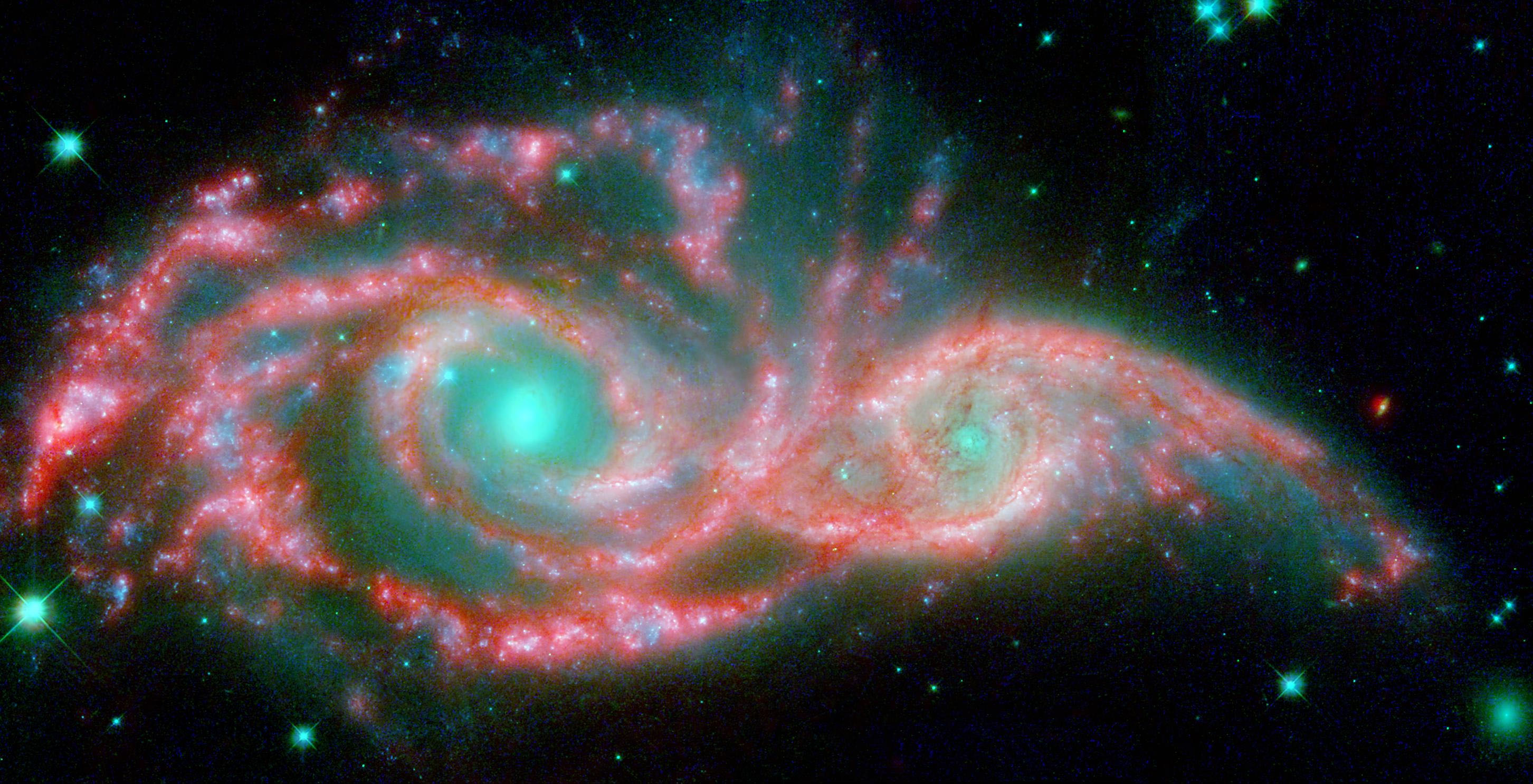
Un'immagine all'infrarosso di NGC 2207 e IC 2163

NGC 2207 e IC 2163 sono due galassie interagenti. Secondo il sistema di classificazione di Hubble rivisto da de Vaucouleur, NGC 2207 viene classificata come galassia spirale di tipo SAB(rs)bc, ovvero una spirale che si colloca a metà strada fra le galassie con barra e senza barra (SAB), che presenta caratteristiche comuni sia alle galassie con anello centrale che con bracci a forma di s (rs) e che ha un disco leggermente preponderante rispetto al nucleo (bc). IC 2163 viene classificata invece come SB(rs)c, ovvero una spirale barrata (SB) con una struttura nucleare simile a quella di NGC 2207 (rs) in cui il contributo del disco è preponderante rispetto a quello del nucleo (c, ovvero late type galaxy).
IC 2163 è deformata dall'interazione mareale con NGC 2207, che ha causato anche la fuoriuscita di un lungo getto di stelle e gas sul lato opposto rispetto quest'ultima. Utilizzando osservazioni radio del Large Array Radio Telescope nel Nuovo Messico e simulazioni al computer, alcuni studiosi ipotizzano che IC 2163 stia oscillando attorno a NGC 2207 in senso antiorario. Sempre nel medesimo studio, si stima che la distanza minima fra le due galassie fu raggiunto circa 40 milioni di anni fa. Poiché IC 2163 è intrappolata nel "pozzo gravitazionale" di NGC 2207, essa continuerà ad oscillare attorno a quest'ultima finché le interazioni mareali non le disgregheranno entrambe: la fusione fra i due oggetti darà vita, fra circa un miliardo di anni, ad una galassia ellittica.

### Supernove scoperte
In NGC 2207 sono state scoperte quattro supernove: SN 1975A, SN 1999ec, SN 2003H e SN 2013ai. Una quinta supernova, SN 2010jp, di tipo IIn, è stata scoperta alla periferica del gruppo.
La prima supernova ad essere stata scoperta fu la SN 1975A, trovata il 15 gennaio 1975 da John e Yvonne Dunlap a circa 59 arcosecondi ad est e 55 arcosecondi a nord del nucleo di NGC 2207. Fu classificata come supernova di tipo Ia e raggiunse la magnitudine apparente, nel blu, mB = 14,6.
La scoperta della SN 1999ec venne annunciata il 4 ottobre 1999 da Modjaz e Li che la scoprirono a 81,7" ad est e 12,1" a nord del nucleo di NGC 2207; al momento della scoperta era di magnitudine 17,9. Osservazioni successive permisero di classificarla come supernova di tipo Ib, sebbene altri studiosi tendono a considerarla di tipo I peculiare con caratteristiche assimilabili a quelle delle supernove di tipo Ia e Ib.
La supernova SN 2003H fu scoperta l'8 gennaio 2003 da J. Graham e Weidong Li a 51,2" ad est e 2,1" a sud del nucleo di NGC 2207. Fu classificata di tipo Ib e raggiunse la magnitudine apparente di 17,8.
La supernova SN 2013ai fu scoperta il 1º marzo 2013 da E. Conseil a 51" ad ovest e 11" a sud del nucleo di NGC 2207, alla magnitudine 17,4. È stata classificata di tipo II.